# Gesa Mackenthun
Gesa Mackenthun (* 19. November 1959 in Hamburg) ist eine deutsche Amerikanistin.

## Leben
Von 1978 bis 1986 studierte sie in Mainz und Frankfurt am Main. Nach der Promotion 1994 an der Universität Frankfurt am Main und der Habilitation 2001 in Greifswald ist sie seit 2003 Professorin (C3) für Literatur und Kultur Nordamerikas in Rostock.
Ihre Forschungsinteressen Critical Empire Studies, koloniale Diskursanalyse, amerikanisches Reiseschreiben (bis ca. 1860), postkoloniale Literaturen in der neuen Welt, amerikanische Archäologie und Anthropologie, amerikanische Literatur des 19. Jahrhunderts, Black Atlantic Studies und Geschichte der Amerikanistik.

## Schriften (Auswahl)
- Metaphors of dispossession. American beginnings and the translation of empire, 1492–1637. Norman 1997, ISBN 978-0-8061-2953-2.
- Fictions of the Black Atlantic in American foundational literature. London 2004, ISBN 0-415-33302-4.
- mit Sünne Juterczenka (Hg.): The fuzzy logic of encounter. New perspectives on cultural contact. Münster 2009, ISBN 3-8309-2124-1.
- mit Raphael Hörmann (Hg.): Human bondage in the cultural contact zone. Transdisciplinary perspectives on slavery and its discourses. Münster 2010, ISBN 978-3-8309-2375-6.